# Silvana Lima
Silvana Lima (Paracuru, 29 oktober 1984) is een Braziliaans professioneel surfer. Ze begon met surfen in Ceará op zevenjarige leeftijd. Op 18-jarige leeftijd verhuisde ze naar Rio de Janeiro, waar ze haar carrière als professioneel surfer startte. Éen jaar later behaalde ze haar eerste grote titel in Frankrijk. In 2006 maakte Lima haar debuut op de ASP World Tour. Nadien werd ze tweemaal vicewereldkampioen surfen.

## Erelijst
Overwinningen
- 2008 Billabong ECO Surf, Praia do Forte, Bahia, Brazilië (WQS 5 deelnemingen)
- 2007 Midori Pro, Merewether, New South Wales, Australië (WQS)
- 2006 Billabong Girls Easter, Sunshine Coast, Queensland, Australië (WQS)
- 2005 Nokia Pro, Newquay, Engeland (WQS)
- 2005 Body Globe surfabout, Trestles, Californië, Verenigde Staten (WQS)
- 2003 Nokia Lacanau Pro, Lacanau, Frankrijk (WQS)

WCT
- 2007 : derde plaats
- 2006 : negende plaats